# Cawston (Warwickshire)
Cawston – wieś w Anglii, w hrabstwie Warwickshire, w dystrykcie Rugby. Leży 195 km na wschód od miasta Warwick i 166 km na północny wschód od Londynu.